# Bell UH-1 Iroquois
Bell UH-1 Iroquois (známý také pod rozšířenou přezdívkou „Huey“) je americký užitkový vrtulník z druhé poloviny 50. let 20. století. První prototyp vzlétl 22. října 1956, sériová výroba začala roku 1959. Stroj je určen zejména k přepravě výsadku vojsk, k ochraně a palebné podpoře výsadkových akcí, k evakuaci raněných, k převozu proviantu a munice, k leteckému průzkumu, jako létací velitelské stanoviště, či jako školní, spojovací, záchranný nebo dopravní vrtulník. Rozšířil se i v civilním sektoru.
Původní označení bylo HU-1, proto přezdívka Huey, která mu zůstala navzdory přeznačení na UH-1 v roce 1962.. Označení UH-1 je společné pro dvě typové řady, Bell Model 204 a 205. Druhý z nich má prodloužený trup, zvětšenou kabinu cestujících, nový dvoulistý nosný rotor s průměrem zvětšeným o 48 palců (na 48 stop), a pohánějí jej výkonnější varianty motoru Lycoming T53 (Bell UH-1D poháněl motor T53-L-13 s max. výkonem 1400 hp).

## Vznik a vývoj

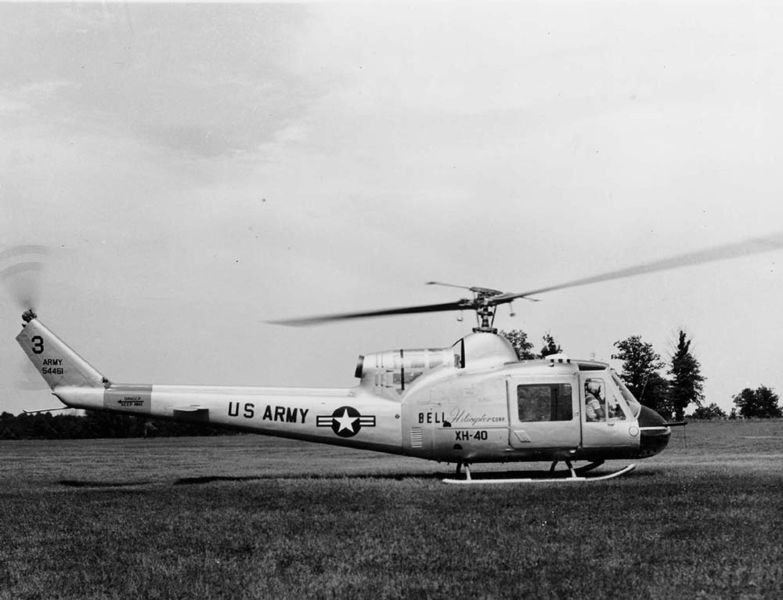
Bell XH-40 – prototyp vrtulníku UH-1

Vrtulníky UH-1 (zkratka UH znamená Utility Helicopter, víceúčelový vrtulník) byly vyvinuty pro americkou armádu ze strojů řady Bell Model 204 z roku 1955. První prototyp tohoto modelu byl označen jako XH-40 (sér. č. 55-4459) a vzlétl 22. října 1956. Stroj se od většiny svých předchůdců lišil zejména použitím turbohřídelového motoru Lycoming XT-53-L-1 o výkonu 615 kW redukovaném na 522 kW. Na druhém prototypu byl pod rotorovými listy upevněn tyčový stabilizátor, vyvažující gyroskopické síly vznikající otáčejícím se rotorem. Na třetím prototypu byl stabilizátor pro zlepšení manévrovacích schopností a stabilitu letu uchycen v konečné podobě nad rotorovou hlavou. 
Později v roce 1958 bylo vyrobeno šest dalších prototypů označených YH-40. Tyto stroje úspěšně prošly armádními zkouškami. Od XH-40 se lišily například o 30,5 cm prodlouženým trupem, jinou kapotáží motoru a posunutím vodorovného stabilizátoru k přídi.
Objednávku na devět předsériových strojů Bell získal 23. února 1955. Nový vrtulník poháněný motorem Lycoming T-53-L-1A o výkonu 574 kW poprvé vzlétl v srpnu 1958. Původní označení stroje až do roku 1962 znělo HU-1 (Helicopter Utility No.1), což vedlo k přezdívce "Huey", oficiální název Iroquois se v praxi nikdy neujal. 
V březnu 1959 získal Bell armádní kontrakt na dodávku 100 sériových HU-1A. První byl zalétnut v červnu 1959. Do služby US Army byly první stroje verze A zařazeny v roce 1959. První jednotka vyzbrojená těmito stroji byla 101. výsadková divize ve Fort Lewis ve státě Washington. Čtrnáct HU-1A bylo později opatřeno dvojím řízením, vybavením pro přístrojové létání a přeznačeno na TH-1A. Celková produkce HU-1A nakonec dosáhla počtu 173 exemplářů. Od roku 1960 probíhaly na pěti upravených strojích XH-1A testy použití útočné výzbroje-granátometů, raketometů i kulometů.
V červnu 1959, v době zahájení dodávek sériových strojů bojovým jednotkám, začalo velení armády požadovat zvýšení jejich výkonů. Byly objednány čtyři prototypy YUH-1B poháněné motorem T-53-L-5 o výkonu 716 kW. Zálet prvního se uskutečnil 27. dubna 1960. Mezi další inovace patřila úprava hlavy nosného rotoru, která byla upevněna na hřídeli prodlouženém o 33 cm. Listy rotoru nové konstrukce měly šířku zvětšenou na 533 mm a zabezpečovaly vyšší zátěž rotoru než u UH-1A. Trup byl prodloužen o 80 cm, což zvětšilo nákladní prostor.
První z celkem 1010 postavených sériových UH-1B byl dodán US Army v březnu 1961. Verze UH-1B měla upravené lopatky turbíny motoru a mohla nést 2 piloty a 6 – 7 pasažérů. O modernizovaný vrtulník projevily zájem zahraniční armády i civilní zákazníci. Pod továrním označením Bell Model 204B byl nabízen vrtulník s trupem prodlouženým o 61 cm, který pojal 10 pasažérů a jejich zavazadla. Sériová výroba běžela v létech 1963-1967. Licenční výroba byla svěřena italské společnosti Agusta a koncernu Fuji v Japonsku. Agusta-Bell AB 204 byl sériově vyráběn od roku 1961. Pro působení v přímořských oblastech byla kromě podvozkových ližin nabízena montáž plováků. Zákazníci měli na výběr ze tří typů motorů:Lycoming T-53-L-9 (858 kW), Bristol Siddeley Gnome (895 kW) a General Electric T58-GE-3 (989 kW). U firmy Agusta byla ve vlastní režii vyvinuta verze AB-204S určená k ničení ponorek. Vrtulník byl vybaven radarem, sonarem a zvětšenými palivovými nádržemi. Pod trupem může nosit dvě torpéda Mk.44. Japonské licenční Fuji-Bell 204B, poháněné Lycomingem T-53-L-13 o výkonu 1044 kW, mají vyrovnávací rotor přemístěný z levé strany na pravou.
Na základě UH-1B byla vyvinuta i další verze UH-1C tzv. Gunship, který měl silnější motor T-53-L-9 nebo L-11 o výkonu 820 kW a byl zvlášť vyvinut pro boj proti pozemním cílům, bylo na něm také možné aplikovat různé varianty výzbroje. Hlava nosného rotoru zjednodušené a pevnější konstrukce, nesla listy o šířce zvětšené na 686 mm. Zpevněné a zvětšené byly i konce nosníku vyrovnávacího rotoru i vodorovného stabilizátoru. Otvor plnění paliva byl přemístěn z pravé strany trupu na levou, hydraulický systém byl zdvojen. Celkově bylo vyrobeno 766 kusů verze C. 
Jako náhrada vrtulníků CH-34 byla vyvinuta verze D, která měla delší trup a uvezla více vojáků. Tento model byl shodný se strojem Bell 205 a začal se používat od roku 1963.
Na základě kontraktu mezi US Marines a firmou Bell z ledna 1963 byly v říjnu připraveny první dva vrtulníky verze UH-1E. O rok později byla dodávka ukončena po sestavení celkem 192 vrtulníků. První UH-1E vycházely přímo z verze B a poháněl je motor T-53-L-11. Od 34. kusu již na výrobní lince vznikala verze E z modernější verze C, tedy s novým rotorem. Nově byla instalována brzda nosného rotoru a dokonalejší avionika pro lety nad mořem. Některé UH-1E byly později opatřeny silnějším motorem T-53-L-13. Vzniklo i 20 cvičných TH-1E s dvojím řízením. Osm vrtulníků UH-1E převzalo pod označením UH-1L US Navy. Pohon zajišťoval motor T-53-L-13. Instalovány byly rovněž závěsníky k podvěšení dvou 227 kg pum, nebo napalmových nádrží stejné hmotnosti. Pro výcvik pilotů používala US Navy 45 vrtulníků TH-1L. Pro pátrací a záchrannou službu USMC bylo objednáno 27 vrtulníků verze HH-1K s motorem T-53-L-13.
Pro americké letectvo byla také vyvinuta z verze B verze UH-1F se silnějším motorem General Electric T58-GE-3 o výkonu 962 kW s výstupní rourou obrácenou na pravou stranou trupu. Od dubna do července 1967 obdrželo USAF 27 strojů cvičné verze TH-1F. 
Během vietnamské války vyvstala potřeba vrtulníku pro přímou podporu pozemních jednotek. Pro tento účel byly zpočátku upravovány stroje verzí B a C. Ale potřeba vysoce specializovaných strojů si nakonec vynutila vývoj typu AH-1 Cobra, který byl z velké části založen na draku UH-1.

## Nasazení

### Vietnamská válka

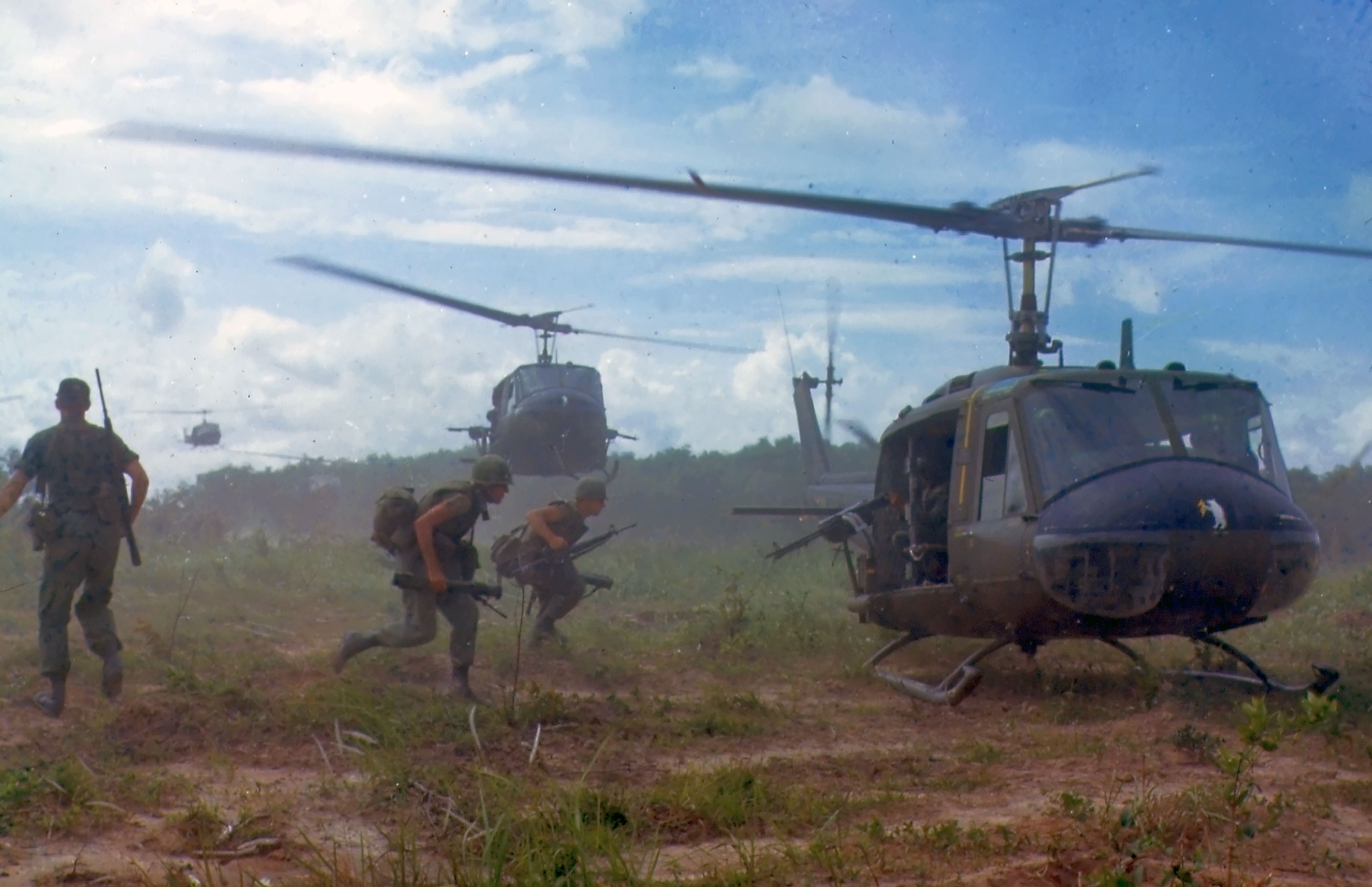
UH-1D, 1966

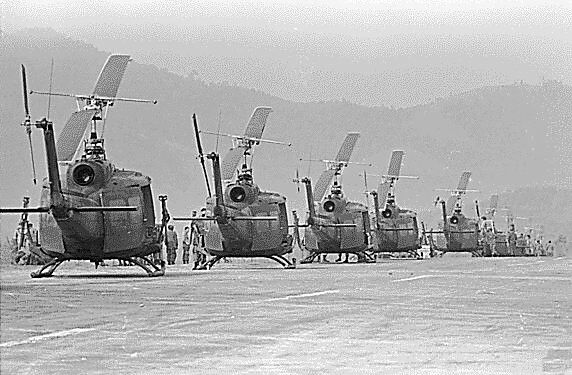
Stroje 170. a 189. vrtulníkové útočné roty v Pole Kleng na Centrální vysočině, 5. říjen 1969

Stroje UH-1 se staly symbolem účasti Spojených států na bojích v jihovýchodní Asii a hlavně v jižním Vietnamu, díky čemuž se staly jedním z nejznámějších vrtulníků. Během nasazení ve Vietnamu jejich činnost sestávala zejména z různorodé přímé podpory pozemních vojsk. Byla to jednak přeprava a výsadky, evakuace raněných, vyhledávání a záchrana sestřelených pilotů, elektronický boj i boj s pozemními cíli.
Vrtulníky určené pro boj s pozemními cíli (tzv. Gunship neboli letadlo palebné podpory) byly vybaveny raketomety, granátomety a kulomety. Obecně se stroje UH-1, vyzbrojené hlavně raketami, označovaly v jednotkách americké armády jako Hog (kanec). Cobra pokud nesly pouze kulomety. UH-1 určené pro transport, které létaly bez podvěšené výzbroje, přezdívali vojáci Slick. Většina Slicků však měla 1 nebo 2 boční střelce z kulometů ve dveřích, které byly velmi často zcela demontovány. Stroje k převozu raněných tzv. Medevac, označené velkými červenými kříži, bývaly zpravidla bez výzbroje, byly proto velmi oblíbeným terčem nepřátelské protiletecké palby. V jednotkách amerického námořnictva a námořní pěchoty byly Gunship označovány jako Shark (žralok), transportní stroje jako Dolphin (delfín).
Americké jednotky v čele s 1. aeromobilní divizí vyvinuly během války několik účinných způsobů nasazení vrtulníků. Zpočátku nasazovaly průzkumné a útočné vrtulníky jako oddělené páry. Dvojice průzkumných (pátracích) vrtulníků OH-13, OH-6 nebo OH-58 byly označovány jako bílé dvojice, útočné stroje Gunship tvořily červenou dvojici, která je kryla. Zatímco transportní vrtulníky tvořily modrý tým. Během konfliktu se však taktika jejich nasazení různě měnila. Účinné se ukázaly zejména tzv. dvojice lovec-zabiják (angl. hunter-killer teams). Jednalo se o dvojici vrtulníků, lovce – lehčího průzkumného, který létal níže nad zemí, vyhledával nepřítele a naváděl na něj zabijáka – stroje UH-1B nebo C, případně AH-1 Cobra, který útočil těžkými zbraněmi.
Stroje AH-1 Cobra se začaly používat od října 1967. Byly vyvinuty právě kvůli požadavkům pozemního boje. Byly rychlejší, užší a proto je bylo těžší zasáhnout, odvezly navíc více munice. Vzrůstající kvalita, palebná síla a zejména protiletadlová obrana jednotek VLA způsobily, že byly stroje Gunship na bázi UH-1 nakonec Cobrami vytlačeny. Mnoho letců však stroje UH-1 v roli Gunship upřednostňovalo, pro možnost jejich improvizovaného použití k evakuaci sestřelených, také pro lepší výhled z kabiny a hlavně pro krytí, které poskytovali boční střelci, kryjící boky a zadní polosféru u odpoutávání od cíle.

## Verze vrtulníku
- XH-40
- YH-40
- UH-1A – základní verze (Bell 204)

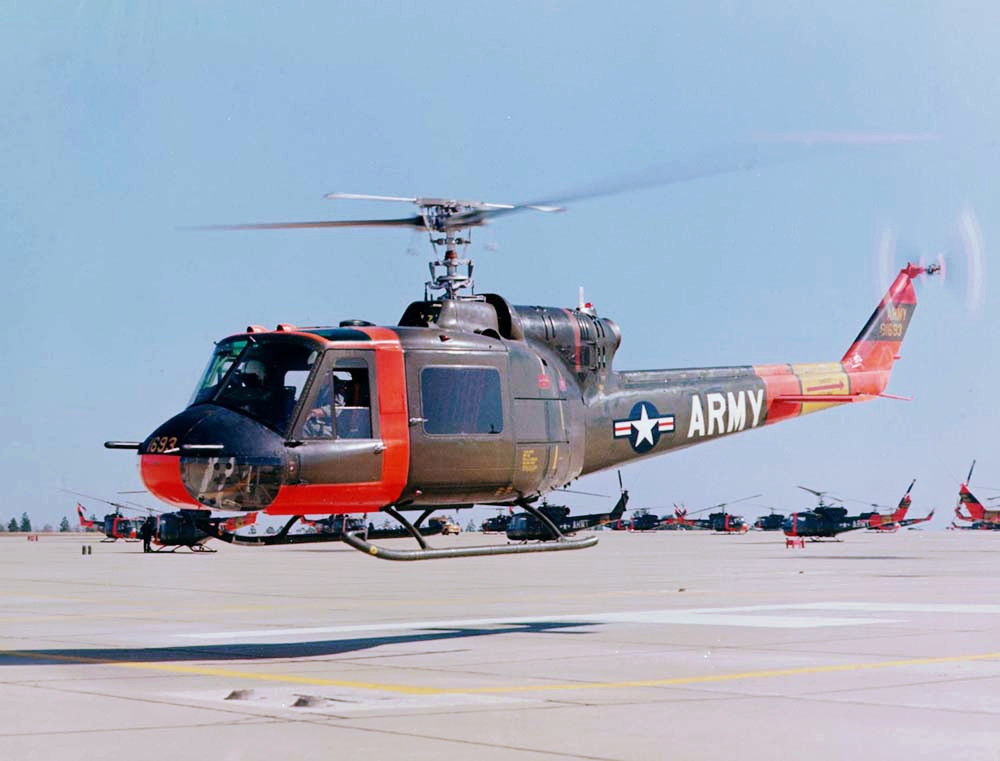
UH-1A Iroquois

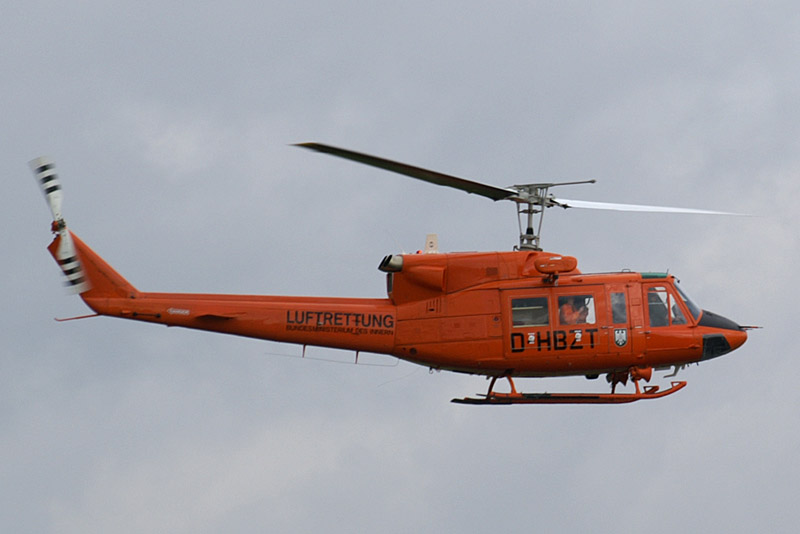
Záchranná verze vrtulníku

- UH-1B – zdokonalená verze (Bell 204B) s výkonnějšími motory
- UH-1C – modernizovaná verze
- UH-1D – Bell 205
  - verze s vyšší přepravní kapacitou
  - pohon turbohřídelovým motorem T53-L-11 nebo -13 (1100 nebo 1400 hp)
  - přepracovaná palivová soustava se zvýšenou kapacitou
  - první vzlet (YUH-1D) 16. 8. 1961
  - první sériové stroje převzaty 9. 8. 1963
- UH-1E – verze pro USMC (Bell 204)
- UH-1F – verze pro USAF
  - poháněn turbohřídelovým motorem General Electric T58-GE-3
  - používán na raketových základnách SAC
- UH-1H – zvětšená modernizovaná verze (Model 205),
  - vychází z verze UH-1D
- UH-1M – verze pro noční akce
- UH-1N Twin Huey
  - dvoumotorová zvětšená verze (Bell 212), vycházející z modelu 205
  - poháněn kanadskými turbohřídelovými motory Pratt & Whitney of Canada PT6T Twin Pac
  - (jde o zdvojenou turbohřídelovou verzi turbovrtulového motoru PWC PT6, o celkovém výkonu 1800 hp)
- HH-1H – záchranná verze
- HH-1K – záchranná verze
- HH-1N – záchranná verze
- NU-1B – testovací verze

## Uživatelé
- Argentina, Brazílie, Dominikánská republika, Honduras, Chile, Japonsko, Kanada, Kolumbie, Jižní Korea, Mexiko, Německo, Nový Zéland, Řecko, Saúdská Arábie, Tchaj-wan, Turecko, USA.

## Specifikace (UH-1D)

### Technické údaje
- Posádka: 1–4
- Délka: 17,4 m (i s rotory)
- Šířka trupu: 2,6 m
- Průměr rotoru: 14,6 m
- Výška: 4,4 m
- Prázdna hmotnost: 2365 kg
- Vzletová hmotnost: 4100 kg
- Maximální vzletová hmotnost: 4310 kg
- Motor: 1× turbínový Lycoming T53-L-13B s výkonem 1 400 hp (1045 kW)

### Výkony
- Nosnost: 1750 kg, 8 až 12 vojáků, 6 ležících raněných nebo ekvivalentní náklad
- Maximální rychlost: 220 km/h
- Cestovní rychlost: 205 km/h
- Dolet: 510 km
- Dostup: 5910 m (variabilní v závislosti od počasí a zatížení)
- Stoupavost: 8,9 m/s
- Poměr výkon/hmotnost: 0,25 kW/kg

### Výzbroj
Výzbroj UH-1D byla velmi variabilní ale často zahrnovala hlavně kombinaci těchto zbraní:
- 2× 7,62 mm kulomet M60 nebo 2× 7,62 mm kulomet GAU-17
- 2× 7 hlavňový nebo 19 hlavňový 70 mm raketomet

### Bell UH-1C (Bell 204)
- Osádka: 2 muži
- Přepravní kapacita: 7–9 cestujících
- Pohonná jednotka: turbohřídelový motor Lycoming T53-L-11 o výkonu: 1100 hp (820 kW)
- Průměr nosného rotoru: 13,411 m
  - Plocha rotorového disku: 141,26 m²
- Šířka: 2,59 m
- Vzletová hmotnost: 3855 kg
- Maximální rychlost: 230 km/h
- Dynamický dostup: 3048 m
- Dolet: 615 km

## Výzbroj

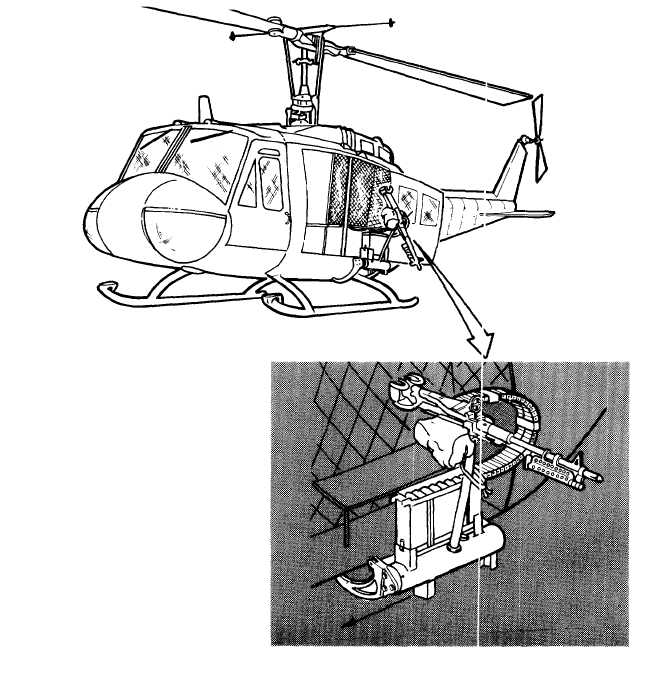
Nákres instalace bočního kulometu M60

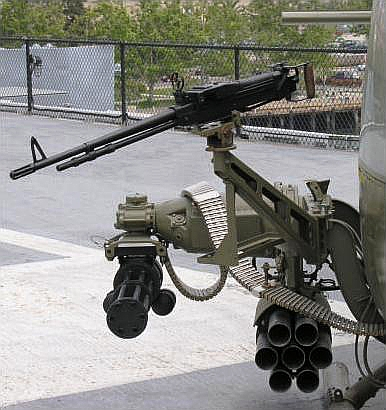
Typická výzbroj (gunship)

— některé zbraňové systémy, používané či zkoušené na vrtulnících Bell UH-1 Iroquois
- M2 — dva kulomety M60C ráže 7,62 mm na bocích trupu
- M3 — dva raketomety na bocích trupu, každý s 24 kusy raket FFAR ráže 2¾ palce (70 mm)
- M5 — 40mm granátomet M75 v otočné střelecké věži (spolu s M3)
- M6 — 2 × 2 kulomety M60C na bocích trupu (po 1500 nábojích na zbraň)
- XM14 — boční kontejner s kulometem M3 ráže 12,7 mm (.50"), se 750 náboji (UH-1B)
- XM15 — systém M6 (4 kulomety M60C), dva 7hlavňové raketomety FFAR, granátomet M75
- M18 — dva šestihlavňové kulomety M134 Minigun (GAU-2B/A) ráže 7,62 mm (zbraň s rotujícím svazkem hlavní — Gatling) na trupových závěsnících
- XM21 — dva kulomety M134 a dva 7hlavňové raketomety XM158 (se 70mm raketami FFAR) na bočních závěsnících
- M22 — šest PTŘS typu AGM-22B (fr. Nord SS.11), na UH-1B
- M23 — dva kulomety M60D v bočních dveřích, 200-600 nábojů na zbraň (UH-1D)
- XM26 — šest kusů PTŘS typu BGM-71 TOW (UH-1B, -1C)
- XM29 — jeden kulomet M60D se 600 náboji (v bočních dveřích)
- XM31 — dva 20mm kanóny M24A na bočních závěsech, 500 nábojů na zbraň (UH-1B, -1C)
- XM50 — kombinace systémů M5 (granátomet M75 ve věži) a XM21 (dva kulomety M60, dva 7hlavňové raketomety)
- XM59 — dva kulomety M2HB v odsuvných bočních dveřích, s 500 náboji na zbraň (UH-1D, -1H)
  - Používaly či zkoušely se raketomety M157, XM158 (každý se 7 raketami FFAR), M159, XM159C a XM200 (každý s 19 raketami FFAR)